# Француски пољубац (филм из 1995)
Француски пољубац (енгл. French Kiss) је амерички филм из 1995. године.

## Радња
Кејт се плаши авиона и због тога њен вереник сам одлази на пут у Париз. Њен вереник јој саопштава да раскида веридбу јер је упознао Францускињу у коју се заљубио. Кејт се суочава са страхом од авиона и креће следећим летом за Париз.